# 岸慎治
岸 慎治（きし しんじ、1961年9月9日 - ）は、元NHKアナウンサー。

## 人物
岡山県岡山市出身。
岡山市立中山中学校、岡山県立岡山大安寺高等学校を経て慶應義塾大学卒業後、1989年に入局。2018年9月に役職定年を迎え、2021年に退局。

## 挿話
NHK高松放送部長、NHK広島放送部付等を歴任した。

## 過去の担当番組・業務
広島放送局時代
- ひろもり（編責）

高松放送局時代
- 放送部長